# 문토
《문토》(MUNTO)는 일본의 애니메이션 제작 회사인 교토 애니메이션에서 제작한 판타지물의 OVA 애니메이션이다.
스토리 집필, 구성부터 애니메이션 연출에 이르기까지 모든 과정을 교토 애니메이션 내부에서 직접 담당한 교토 최초의 오리지널 애니메이션이다. 2003년과 2005년에 각각 OVA 1편과 2편이 출시되었으며, 2009년에는 《하늘을 올려다보는 소녀의 눈동자에 비치는 세계》라는 제목으로 TV 애니메이션이 방송되었다. 또한 《천상인과 악토 최후의 전쟁》이란 제목으로 극장판 애니메이션이 공개되었다.

## 개요
교토 애니메이션 스탭진이 스스로 오리지널 기획을 하여 제작과 판매 모두를 자사에서 실시하는 '쿄애니 프로젝트'의 제1탄으로서 제작되었다. 2003년 3월 18일에 제1편이, 2005년 4월 23일에 제2편인 《문토:시간의 벽을 넘어서》가 발매되었으며 2009년 1월부터 3월까지 지역 UHF방송국들을 대상으로 TV 애니메이션 시리즈인 《하늘을 올려다 본 소녀의 눈동자에 비친 세계》가 총 9화로 방송되었다. 《하늘을~》은 '쿄애니 프로젝트'의 제3탄으로서 기획된 작품이기도 하며, 2008년 11월 10일에 교토 애니메이션 공식 홈페이지 및 애니메이션 잡지에서 그 제작이 발표되었다.
《문토:시간의 벽을 넘어서》는 《문토》의 후속편이지만, 주인공 격인 문토와 유메미를 제외한 대부분 배역의 담당 성우가 교체되었다. 그리고 다시 TVA《하늘을~》에서 문토와 유메미를 포함한 모든 배역의 담당 성우가 다시 교체되었다. 그 외 감독인 키가미 요시지의 해설이나 외전 소설은 교토 애니메이션의 웹 매거진인 '쿄애니BON!'에서 공개되었다.
교토 애니메이션의 소설을 TV 애니메이션, 영화화한 타 작품과 달리 스토리 면에서 부실하다는 비판이 있었다. 이로 인해, 교토 애니메이션이 만든 오리지날 애니메이션은 완성도가 낮다는 평까지 있었으나, 야마다 나오코 감독의 TV 애니메이션, 타마코 마켓, 영화 '타마코 러브스토리'에서 이를 타파하였다는 평이 있었다. 하지만 역시 쿄애니 오리지날 작품의 한계가 보였다. 타마코 러브스토리는 타마코가 모치조에게 고백을 받은 후의 고민을 그리고 있다. 관객 입장에선 영화를 보는 내내 타마코는 모치조의 고백을 어떻게 받아들일까하는 궁금중을 가지고 지켜보게 되는데 결말이 정말 허망하다. 예고편에 나온 장면이 마지막 장면이기 때문이다.

## 등장 인물
등장 인물은 지상계와 천상계로 나눠서 표기한다. 표기 순서는 OVA 1편, OVA 2편, TVA 순이다. 단, TV 애니메이션에서는 등장 인물의 이름이 모두 카타가나로 표기되어 있는 것이 특징이다.

### 지상계
히다카 유메미(日高ユメミ)
미마 하루나 / 미마 하루나 / 아이자와 마이
오노 이치코(小野以知子)
사토이 카요코 / 시미즈 카오리 / 호리카와 치카
이마무라 스즈메(今村涼芽)
사사키 아야노 / 쿠기미야 리에 / 콘노 히로미
타카모리 카즈야(高森和也)
마츠이 쇼고 / 등장 없음 / 타카하시 신야
토베 타카시(戸部タカシ)
등장 없음 / 시모노 히로 / 미즈하라 카오루
히다카 노조미(日高望)
쿠리 키나코 / 타니이 아스카 / 이노우에 키쿠코
히다카 치카라(日高力)
하마다 마미 / 등장 없음 / 우치다 아야

### 천상계
문토(ムント)
히고 마사카즈 / 히고 마사카즈 / 오노 다이스케
가스(ムント)
시마 요시노리 / 이시이 코지 / 이나다 테츠
이리타(イリータ)
사사키 아야노 / 마스다 유키 / 츠치야 마키
류에리(リュエリ)
사와이 노리에 / 오오하라 사야카 / 타나카 료코
토체(トーチェ)
하마다 마미 / 하마다 마미 / 마츠모토 메구미
군타르(グンタール)
카와시마 코우치 / 키요카와 모토무 / 와카모토 노리오
라이카(ライカ)
카와타 소노코 / 야나기사와 마유미 / 사이토 후코
글리드리(グリドリ)
등장 없음 / 키무라 마사후미 / 시라이시 미노루